# Lagos (delstat)
Lagos är en delstat längs kusten i sydvästra Nigeria. Den bildades 1967 och är den till ytan minsta, till folkmängden näst största och den mest tätbefolkade delstaten i landet. Den domineras helt av Lagos storstadsområde. Administrativ huvudort är Ikeja.